# 秋ヶ瀬取水堰

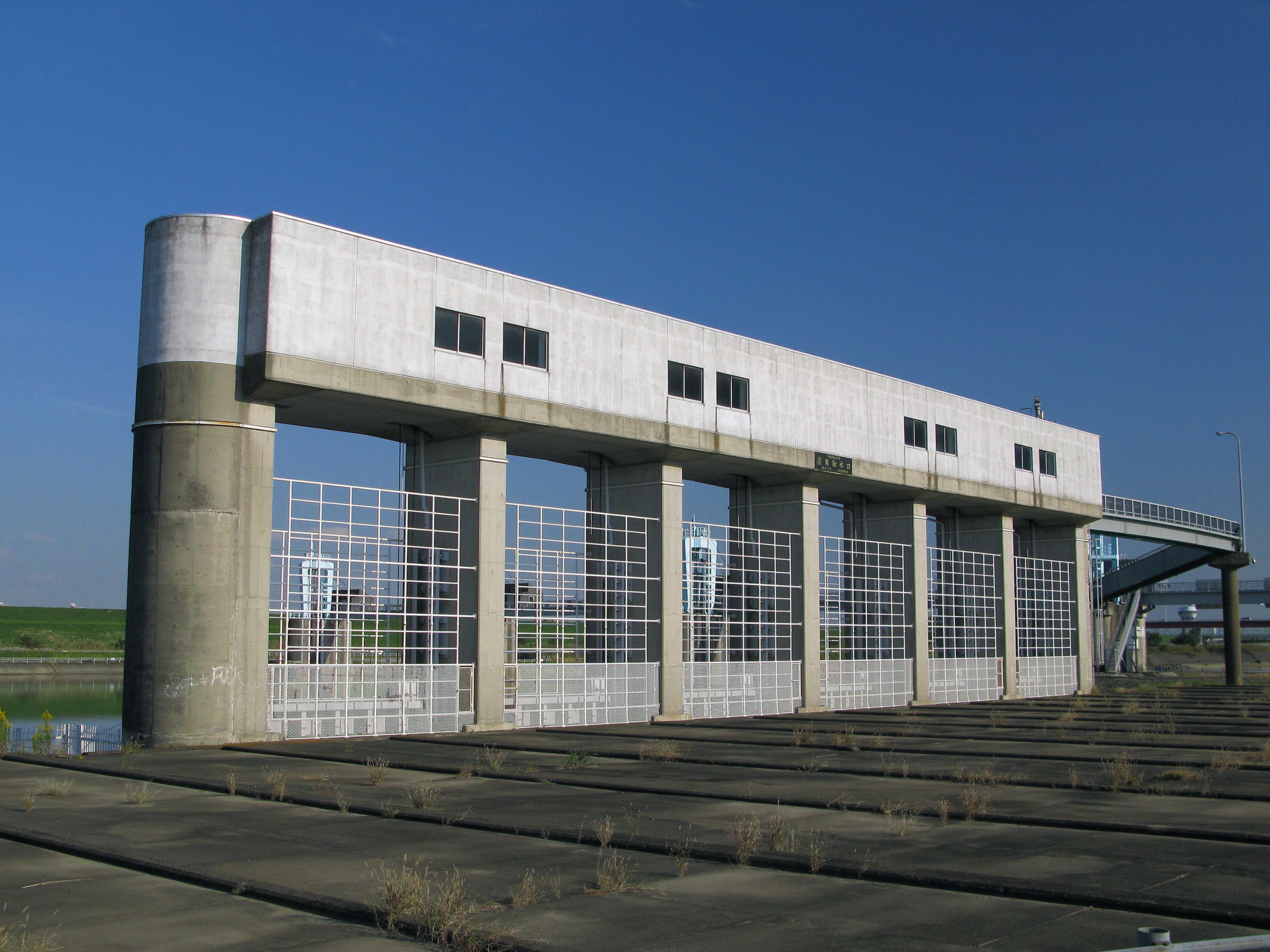
宗岡取水口
ここから朝霞浄水場へ送水される。

秋ヶ瀬取水堰（あきがせしゅすいぜき）は、埼玉県さいたま市桜区及び志木市の荒川にある可動堰である。荒川で最も下流にある堰で河口から約35キロに位置する。この堰より下流の荒川は汽水域（感潮域）であり、塩水くさびや潮汐が発生するほか、東北地方太平洋沖地震（東日本大震災）では遡上した津波がこの堰に到達した。
独立行政法人水資源機構が管理する。利根川から武蔵水路を通って荒川に導かれた水を東京都水道局朝霞浄水場及び三園浄水場、並びに埼玉県営大久保浄水場へ送水する役目を担うほか、新河岸川及び隅田川の浄化用水も供給する。
右岸に宗岡取水口、及び右岸から長さ約500ｍに及ぶ管理橋がある。

## 形式
長さ127m、調節ゲート1門（幅10m、高さ6m）、洪水吐ゲート3門（幅34m、高さ6m）、魚道1箇所の上下可動式である。

## 歴史
- 1963年（昭和38年） - 東京都、埼玉県の人口増大に伴い、3月28日に「利根川導水路建設事業に関する事業実施方針」が国から指示され、埼玉県足立町（現・志木市）字宗岡の荒川本流に可動堰及び取水口が計画される。
  - 夏頃、隅田川を浄化する水路を朝霞水路に追加するよう指示され、水道専用水路から設計変更する。
- 1964年（昭和39年）- 水資源開発公団（現・水資源機構）により秋ヶ瀬取水堰が完成する。同時に宗岡取水口も完成、8月25日に通水式が行われた。
- 1965年（昭和40年） - 管理開始[8]。
- 2011年（平成23年）10月11日以降 - 取水堰付近の荒川（下流側）でゴマフアザラシが出没し、野次馬が取水堰周辺に集結。のちに志木市が「志木あらちゃん」の名で特別住民票を発行した。

## 問題点
- 志木市側は隠れた釣りの名所であるが、放送によって禁止区域への立ち入りが警告される。志木市側は随時水の流れる調節ゲートで流れが激しく、近年このゲート地点で死亡事故が多発しているためである[9]。
- 堰の上流側と下流側では約2.5mの水位差（T.P.+2.6m）があるため船の通行が不可能である[10]。そのため近年、取水門に災害時の物資運搬等のための閘門の設置が検討されていたが、水量保持と莫大な費用の点から計画が白紙になった。

## 周辺
1979年に秋ヶ瀬取水堰付近で実施された魚類捕獲調査では、ギンブナが優占し、1985年の調査ではウグイが多数を占めた。河川敷は左岸側に広くとられている。その広い河川敷を活用したレクリエーション施設がある。右岸上流側は羽根倉橋にかけて主に水田などの農地となっている。
- 田島ヶ原サクラソウ自生地（さいたま市営さくら草公園） - 国の特別天然記念物
- 秋ヶ瀬公園
- 荒川第一調節池（彩湖）
- 秋ヶ瀬橋
- 昭和水門・さくらそう水門
- 浦和ゴルフクラブゴルフ場
- 荒川サイクリングロード

## その他
特撮系のテレビドラマなどの撮影ロケ地としてよく使われている。
- 快傑ズバット - 第19話「悲恋 破られたラブレター」にて、ロケ地として登場している。
- 浦和飛行場 - 荒川の河道の直線化と秋ヶ瀬取水堰建設に伴い、敷地の大部分が失われた。同飛行場は秋ヶ瀬飛行場や秋ヶ瀬浦和飛行場とも呼ばれていた[12]。